# 花漬け
花漬け（はなづけ）は、エディブル・フラワー（食用花）を主に塩に漬けた漬物である。

## 概要
キク、サクラ、ウメ、シュンラン、アブラナなどの花が利用される。
刺身のつま、吸い物、煮物、焼き物、酢の物の付け合わせなどには薄い塩水で塩出しをしてから用いるが、そのまま湯に浮かべて茶と同じように飲用されることもある（桜湯）。

### 梅花塩漬け
一重咲きの8分咲きの花を清水で洗って水を切る。それを容器に入れ、上から水1.8lに塩5.5lを加えて煮沸したのち冷ましたものを注ぎ、軽く重しをして2か月後に取り出す。そして、水を切り、再び容器に入れ、塩を振りかけて貯蔵する。また、梅干しの果肉をすりつぶしたものを深皿に深さ1cmほど敷き、そのうえに梅花をならべ、圧蓋をしたものを、梅花の梅肉漬けといった。梅花の香りが失われることが少なく、花湯に適したものであった。

### 菊花塩漬け
黄色の食用菊の開ききった花弁をバラバラにして水でよく洗い、ざるで水を切り、上記と同様に作った塩水に漬けておく。

### 菊花味噌漬け
容器に赤味噌を6cmくらい詰めて美濃紙かガーゼを敷いた上に、食塩水で2時間くらい処理したものを厚さ6～7cmくらい詰め、ふたたび紙を敷いて味噌を詰め、同様に数段漬け込み、最後に紙か布でおおい、圧蓋をして軽い重しを置くと、2か月くらいで漬けあがる。そのまま食しても、各種料理に用いてもよい。

### 菜の蕾塩漬け
若い蕾を洗って水を切り、容器に入れて塩を振り、数段漬け込み、軽い重しを置くと一晩で漬かる。洗わずにそのまま食する。長期保存する場合は塩の量を多くする。

### 蘭の花塩漬け
シュンランの花を塩水で洗い、水を切り、軽く塩を振り、重しをする。2日くらいで漬かる。長期保存するには1日乾燥させて容器に詰め、塩を振り、梅酢にいれる。花湯、汁などに用いる。